# Mòng biển Caspi
Larus cachinnans là một loài chim trong họ Laridae.
Mòng biển Caspi là loài mòng biển lớn tại có thân dài 56–68 cm (22–27 in), với sải cánh dài 137–155 cm (54–61 in) và cân nặng cơ thể của 680-1590 g (1,50-3,51 lb). Mòng biển Caspi sinh sản xung quanh vùng biển Đen và biển Caspi, mở rộng về phía đông qua Trung Á tới phía tây bắc Trung Quốc. Ở châu Âu nó đã lan rộng về phía bắc và phía tây và bây hiện nay sinh sản ở Ba Lan và Đức.